# Jiří Černý (lingvista)
Jiří Černý (* 29. února 1936 Hradec Králové) je český romanista. Specializuje se na španělskou, portugalskou a obecnou lingvistiku. Naprosto klíčový je jeho přínos pro studium dějin lingvistiky. Působí na katedře romanistiky Filozofické fakulty Univerzity Palackého v Olomouci.

## Životopis

### Mládí
Po maturitě na gymnáziu J. K. Tyla pracoval rok jako jeřábník, pak v letech 1955–1959 vystudoval španělskou a ruskou filologii na filozofické fakultě Univerzity Palackého v Olomouci, kde byli mezi jeho učiteli např. O. Bělič, O. Tichý, E. Spálený a A. Isačenko. V l. 1959–1963 pracoval jako učitel češtiny v kurzu pro zahraniční studenty v Mariánských Lázních, z toho rok jako překladatel a tlumočník v překladatelském středisku kubánského ministerstva školství v Havaně. V letech 1968–1969 absolvoval v Lisabonu Kurs portugalského jazyka a civilizace, v roce 1970 v Madridu postgraduální kurs španělské lingvistiky OFINES a kurs španělského umění.

### Vysokoškolský učitel
Od roku 1963 dodnes pracuje na FF UP, zpočátku na katedře romanistiky, po zrušení hispanistiky na začátku sedmdesátých let na katedře bohemistiky. Sedm a půl roku hostoval na polských univerzitách (pět let na univerzitě Marie Curie-Skłodowské v Lublinu při budování hispanistiky a pět semestrů na Slezské univerzitě v Katowicích jako lektor češtiny). Od prosince 1989 je vedoucím katedry romanistiky na FF UP, kde obnovil hispanistiku a nově zavedl portugalskou a italskou filologii. V roce 1993 se habilitoval a v roce 1998 byl jmenován profesorem pro obor obecná jazykověda. Je předsedou oborové rady pro románské jazyky, předsedou filologického kolegia FF UP a editorem většiny sborníků Romanica Olomucensia. V letech 1995–1996, 1999 a 2000 pracoval celkem dva roky na Univerzitě v Granadě jako učitel češtiny, v letech 2001–2005 přednášel španělskou lingvistiku na UMB Banská Bystrica, krátkodobé přednáškové pobyty realizoval na několika španělských a portugalských univerzitách, na Kubě, v Mexiku, Chile, Brazílii, Polsku a v USA. V roce 2003 mu rektor UMCS v Lublinu udělil titul „profesor honorowy“ za dlouholetou spolupráci při budování lublinské hispanistiky a španělský král řád Isabely Katolické za příspěvek k prohlubování česko-španělských styků.

### Lingvista
Celou řadu svých prací věnoval španělskému slovesnému systému (1969, 1970b, 1971a, 1971b, 1972, 1976, 1984, 1987b, 1989), případně španělské morfologii (2000b) syntaxi (1992a) nebo sémantice (1979). Další okruh jeho zájmů představují obecně lingvistická témata (1970a, 1970c, 1980, 1983, 1986b, 1998e), sémiotika (1987a, 1988, 1998a, 1998c, 2003, 2004) a dějiny lingvistiky (1975/I, 1980/II, 1983/III, 1989/IV, 1990, 1992b, 1994, 1996, 1998d, 2005, 2007). Několik článků věnoval také problematice americké španělštiny (1986a, 1999b, 2000a) a brazilské portugalštiny (1998b). Přeložil dvě knihy do španělštiny (1998d, 2002) a jednu ze španělštiny do češtiny (1999a).

### Publikace
- Dějiny lingvistiky, 1996, ISBN 80-85885-96-4
- Úvod do studia jazyka, 1998, ISBN 80-85839-24-5
- Sémiotika (spolu s Janem Holešem), 2004, ISBN 80-7178-832-5
- Malé dějiny lingvistiky, 2005, ISBN 80-7178-908-9
- Kdo je kdo v dějinách české lingvistiky (spolu s Janem Holešem), 2008, ISBN 978-80-7277-369-5
- Španělsko-český slovník amerikanismů = Diccionario de americanismos español-checo, 2018, ISBN 978-80-244-5371-2
- Jak šel život (8. svazek edice Paměti UP), 2019, ISBN 978-80-244-5491-7